# Gálócsy Árpád (kohómérnök)
Gálócsi Gálócsy Árpád, néhol Gálocsy (Ungtarnóc (Ung vármegye), 1864. május 15. – Budapest, 1934. november 26.) magyar bánya- és kohómérnök, szakíró, aki vezető szerepet játszott az 1920-as évek mérnökmozgalmaiban, és részese volt a jobboldali politikai mozgalmaknak is.

## Életpályája
Tanulmányait a selmecbányai bányászati és erdészeti főiskolán végezte, ahol oklevelet szerzett 1888-ban. Állami és külföldi szolgálat után felépítette a Chaudoir-féle fémárúgyárat, amelynek igazgatója volt. 1896-ban a Rimamurány-Salgótarjáni Vasmű Rt. ózdi hengerművének vezetője(üzemfőnök) lett.  1900-ban mint magánmérnök Budapesten telepedett le. 1903 és 1911 között a Bányászati és Kohászati Lapok szerkesztője volt.  Tanulmányaiban elsősorban gázfejlesztő berendezésekkel és a hengerlés elméletével foglalkozott. Elsőként szerkesztett és használt Magyarországon formázógépet. Alapvető jelentőségű kísérletei eredményeit évtizedekkel később Cotel Ernő műegyetemi tanár használta fel és tette közzé.Munkatársa volt a Révai lexikonnak is.

## Társadalmi szerepvállalása
1921-ben az Országos Magyar Bányászati és Kohászati Egyesület elnöke lett. Tagja  volt a Turán-szövetségnek és a Mérnökök Nemzeti Szövetségének. Tevékenyen részt vett a Területvédő Liga tevékenységében, ahol a propaganda  vezetője volt. Ekkoriban jelentek meg politikai röpiratai: A népek önrendelkezési joga (1919); La question de nationalité en Hongrie (1919); (ez utóbbi olasz nyelven is. Számos dolgozata jelent meg hazai és külföldi szakfolyóiratokban. 1922-ben kezdte írni  Közérdekű levelek című társadalompolitikai röpiratsorozatát.